# Ekstraklasa kobiet w tenisie stołowym (2000/2001)
Ekstraklasa kobiet w tenisie stołowym 2000/2001 – 53. edycja rozgrywek pierwszego poziomu ligowego kobiet w Polsce. Brało w niej udział 10 drużyn.
Triumfatorem rozgrywek został ASTS Siarka Tarnobrzeg, który w meczach finałowych pokonał KS AZS Politechnika Fourmen I Wrocław. Brązowy medal zdobył AZS WSP Prembud Konin.

## System rozgrywek
Rozgrywki prowadzone były z udziałem 8 drużyn i były podzielone na dwie fazy: zasadniczą i play-off.
Faza zasadnicza składa się z dwóch rund. Pierwsza runda rozgrywana jest systemem każdy z każdym. W drugiej rundzie gospodarzami spotkań w drugiej rundzie są drużyny, które w pierwszej rundzie w meczu pomiędzy tymi samymi drużynami grały na wyjazdach. Za zwycięstwo drużyny otrzymują 2 punkty, zaś za porażkę nie otrzymują punktów.
Do fazy play-off awansują 4 drużyny. W półfinałach zostaną rozegrane dwumecze. Pary zostaną ustalone na podstawie tabeli po rundzie zasadniczej (1-4, 2-3). Zwycięzcy półfinałów awansują do finału, gdzie zostanie rozegrany dwumecz, a gospodarzem pierwszego meczu będzie drużyna z niższego miejsca po fazie zasadniczej. Drużyna, która wygra finał otrzyma tytuł Drużynowego Mistrza Polski kobiet, puchar i złote medale, a zespół pokonany w finale otrzyma puchar i srebrne medale. Drużyny, które odpadły w półfinałach, zagrają w rywalizacji o 3. miejsce, a jej zwycięzca otrzyma brązowy medal. Do 1. ligi spadnie ostatnia drużyna po fazie zasadniczej.
Każdy mecz składa się z 3-5 gier rozgrywanych kolejno na jednym stole. Mecz kończy się wraz z uzyskaniem przez jedną drużyn trzech zwycięstw. Układ gier w meczu.
| 1. gra | 2. gra | 3. gra | 4. gra | 5. gra |
| ------ | ------ | ------ | ------ | ------ |
| A–X    | B–Y    | C–Z    | A–Y    | B–X    |

## Kluby
| Klub                                   |
| -------------------------------------- |
| AZS WSZ Prembud Konin                  |
| AZS WSP Print Cycero Częstochowa       |
| BKS Wanda Kraków                       |
| HKS Stal Zawadzkie                     |
| KS Bronowianka Auto-Plan Kraków        |
| ASTS Siarka Tarnobrzeg                 |
| KU AZS AE I Wrocław                    |
| KS AZS Politechnika Fourmen I Wrocław  |
| KS AZS Politechnika Fourmen II Wrocław |
| LUKS Cekol Stawiguda                   |

## Faza zasadnicza
| Poz. | Drużyna                                | M  | Z  | P  | Pojedynki | Punkty |
| ---- | -------------------------------------- | -- | -- | -- | --------- | ------ |
| 1.   | ASTS Siarka Tarnobrzeg                 | 18 | 17 | 1  | 69:19     | 34     |
| 2.   | KS AZS Politechnika Fourmen I Wrocław  | 18 | 15 | 3  | 65:29     | 30     |
| 3.   | AZS WSZ Prembud Konin                  | 18 | 12 | 6  | 57:43     | 24     |
| 4.   | KU AZS WSP Print Cycero Częstochowa    | 18 | 11 | 7  | 56:43     | 22     |
| 5.   | KS AZS Politechnika Fourmen II Wrocław | 18 | 11 | 7  | 55:44     | 22     |
| 6.   | KU AZS AE I Wrocław                    | 18 | 8  | 10 | 54:48     | 16     |
| 7.   | KS Bronowianka Auto-Plan Kraków        | 18 | 8  | 10 | 43:46     | 16     |
| 8.   | LUKS Cekol Stawiguda                   | 18 | 5  | 13 | 32:60     | 10     |
| 9.   | HKS Stal Zawadzkie                     | 18 | 3  | 15 | 26:67     | 6      |
| 10.  | BKS Wanda Kraków                       | 18 | 0  | 18 | 14:72     | 0      |

     Awans do półfinału
     Spadek do 1. ligi

## Play-off
|  |          |                                       |          |                                       |                      |   |   |                        |       |       |       |       |
|  | Półfinał | Półfinał                              | Półfinał | Półfinał                              | Półfinał             |   |   | Finał                  | Finał | Finał | Finał | Finał |
|  | Półfinał | Półfinał                              | Półfinał | Półfinał                              | Półfinał             |   |   | Finał                  | Finał | Finał | Finał | Finał |
|  |          |                                       |          |                                       |                      |   |   |                        |       |       |       |       |
|  |          |                                       |          |                                       |                      |   |   |                        |       |       |       |       |
|  | 1        | ASTS Siarka Tarnobrzeg                | 4        | 4                                     |                      |   |   |                        |       |       |       |       |
|  | 1        | ASTS Siarka Tarnobrzeg                | 4        | 4                                     |                      |   |   |                        |       |       |       |       |
|  | 4        | KU AZS WSP Print Cycero Częstochowa   | 0        | 0                                     |                      |   |   |                        |       |       |       |       |
|  | 4        | KU AZS WSP Print Cycero Częstochowa   | 0        | 0                                     |                      |   | 1 | ASTS Siarka Tarnobrzeg | 4     | 4     |       |       |
|  |          |                                       |          |                                       |                      |   | 1 | ASTS Siarka Tarnobrzeg | 4     | 4     |       |       |
|  |          |                                       | 2        | KS AZS Politechnika Fourmen I Wrocław | 1                    | 0 |   |                        |       |       |       |       |
|  | 2        | KS AZS Politechnika Fourmen I Wrocław | 2        | KS AZS Politechnika Fourmen I Wrocław | 1                    | 0 | 4 | 4                      |       |       |       |       |
|  | 2        | KS AZS Politechnika Fourmen I Wrocław |          |                                       |                      |   |   |                        |       |       |       |       |
|  | 3        | AZS WSZ Prembud Konin                 | 3        | 1                                     |                      |   |   |                        |       |       |       |       |
|  | 3        | AZS WSZ Prembud Konin                 | 3        | 1                                     | Mecz o brązowy medal |   |   |                        |       |       |       |       |
|  |          |                                       |          |                                       |                      |   |   |                        |       |       |       |       |
|  |          |                                       |          |                                       |                      |   |   |                        |       |       |       |       |
|  |          |                                       |          |                                       |                      |   |   |                        |       |       |       |       |
|  | 3        | AZS WSZ Prembud Konin                 | 2        | 4                                     | 4                    |   |   |                        |       |       |       |       |
|  | 3        | AZS WSZ Prembud Konin                 | 2        | 4                                     | 4                    |   |   |                        |       |       |       |       |
|  | 4        | KU AZS WSP Print Cycero Częstochowa   | 4        | 3                                     | 3                    |   |   |                        |       |       |       |       |
|  | 4        | KU AZS WSP Print Cycero Częstochowa   | 4        | 3                                     | 3                    |   |   |                        |       |       |       |       |

### Półfinały
| Gospodarze                            | Wynik       | Goście                                |             |
| 1. półfinał                           | 1. półfinał | 1. półfinał                           | 1. półfinał |
| ------------------------------------- | ----------- | ------------------------------------- | ----------- |
| AZS WSP Print Cycero Częstochowa      | 0:4         | ASTS Siarka Tarnobrzeg                |             |
| AZS WSZ Prembud Konin                 | 3:4         | KS AZS Politechnika Fourmen I Wrocław |             |
| 2. półfinał                           |             |                                       |             |
| ASTS Siarka Tarnobrzeg                | 4:0         | AZS WSP Print Cycero Częstochowa      |             |
| KS AZS Politechnika Fourmen I Wrocław | 4:1         | AZS WSZ Prembud Konin                 |             |

### Mecz o 3. miejsce
| Gospodarze                          | Wynik | Goście                              |
| ----------------------------------- | ----- | ----------------------------------- |
| KU AZS WSP Print Cycero Częstochowa | 4:2   | AZS WSZ Prembud Konin               |
| AZS WSZ Prembud Konin               | 4:3   | KU AZS WSP Print Cycero Częstochowa |
| AZS WSZ Prembud Konin               | 4:3   | KU AZS WSP Print Cycero Częstochowa |

### Finał
| Gospodarze                            | Wynik | Goście                                |
| ------------------------------------- | ----- | ------------------------------------- |
| KS AZS Politechnika Fourmen I Wrocław | 1:4   | ASTS Siarka Tarnobrzeg                |
| ASTS Siarka Tarnobrzeg                | 4:0   | KS AZS Politechnika Fourmen I Wrocław |

## Medaliści
| Lp. | Drużyna                               |
| --- | ------------------------------------- |
| 1.  | ASTS Siarka Tarnobrzeg                |
| 2.  | KS AZS Politechnika Fourmen I Wrocław |
| 3.  | AZS WSZ Prembud Konin                 |